# World Economic Forum
Verdens Økonomiske Forum (engelsk: World Economic Forum (WEF), tysk: Weltwirtschaftsforum (WWF)) er schweizisk fond, der driver et diskussionsforum for udforskning af verdens økonomiske problemstillinger. 
Fondet er etableret i 1971 af tyskeren Klaus Schwab. 
Fondets årlige hovedmøde finder sted i Davos, Schweiz. På mødet diskuterer regeringsledere, politikere, erhvervsledere og kunstnere fra hele verden aktuelle udfordringer for verdenssamfundet.
Ikke alle deler opfattelsen af organisationens formål og der har ved flere lejligheder været arrangeret mod-demonstrationer. Enkelte af disse er endt voldeligt i konfrontation mellem politi og demonstranter.
På mødet i januar 2006 var der 2350 deltagere, som diskuterede USA's statsunderskud, Kinas teknologiske udvikling og verdens mangel på drikkevand. På den 7 sider lange liste over udvalgte deltagere var der ingen danskere repræsenteret.

## Deltagere
I 2011 deltog ca. 250 offentlige personer (stats- og regeringscheferne, ministre, ambassadører, højtstående embedsmænd fra internationale organisationer) i årsmødet, herunder:
Felipe Calderón, Robert B. Zoellick, Álvaro Uribe Vélez, Nicolas Sarkozy, Ban Ki-moon, Angela Merkel, N. Chandrababu Naidu, Ferenc Gyurcsány, François Fillon, Morgan Tsvangirai, Gordon Brown, David Cameron, Min Zhu, Paul Kagame, Queen Rania of Jordan, Dmitry Medvedev, Susilo Bambang Yudhoyono, Kevin Rudd, Barney Frank, Kofi Annan, Werner Faymann, Leonel Fernández, Jacob Zuma, Naoto Kan, Jean-Claude Trichet, and Zeng Peiyan.
Al Gore, Bill Clinton, Bill Gates, Bono, Paulo Coelho, og Tony Blair er også regelmæssige deltagere i Davos. Tidligere deltagere omfatter bl.a. Recep Tayyip Erdogan, Henry Kissinger, Nelson Mandela, Raymond Barre, Julian Lloyd Webber, og Yasser Arafat.